# Tearin' Up My Heart
Tearin' Up My Heart is een nummer van de Amerikaanse boyband NSYNC uit 1997. Het is de tweede single van hun titelloze debuutalbum.
Het nummer was oorspronkelijk bedoeld voor de Backstreet Boys, maar werd uiteindelijk door NSYNC opgenomen. "Tearin' Up My Heart" is een van de bekendste nummers van NSYNC en werd in diverse landen een hit. Het bereikte de 59e positie in de Amerikaanse Billboard Hot 100. Ook in Nederland werd het een bescheiden hitje, daar bereikte het een bescheiden 28e positie in de Nederlandse Top 40.